# Calle 103 (línea de la Séptima Avenida–Broadway)
Calle 103 es una estación en la línea de la Séptima Avenida-Broadway del Metro de Nueva York. La estación se encuentra localizada en Upper West Side, Manhattan entre Broadway y la Calle 103, y es servida las 24 horas por los trenes del servicio 1.

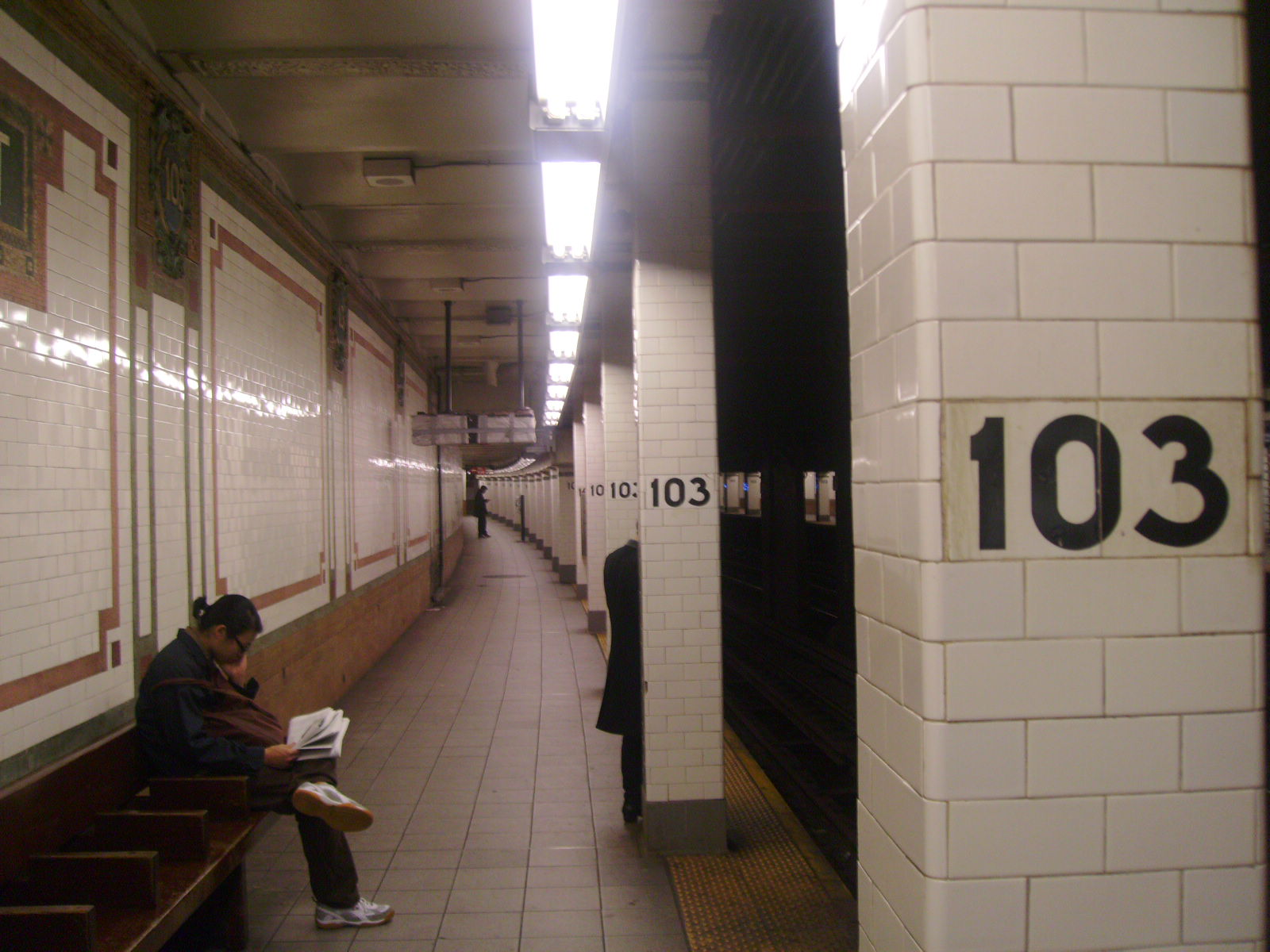
Uno de los andenes de la estación.